# Ernst Lampert
Ernst Lampert (* 2. Juli 1912 in Homburg; † 15. Januar 1964 in Cali, Kolumbien) war ein deutscher Leichtathlet, der sich auf das Kugelstoßen und den Diskuswurf spezialisiert hatte.

## Sportliche Karriere
Bis 1931 trat Lampert für den SV Saar 05 Saarbrücken an. Nach zwei Jahren beim Karlsruher FV und einem Jahr beim SSV Elberfeld startete er 1935 und 1936 für den nun als DSC Saarbrücken geführten SV Saar 05. Von 1937 bis 1939 war er beim TSV 1860 München und 1940 beim ASV Köln. Danach startete er für die Postsportgemeinschaft im Ghetto Litzmannstadt, für die SS- und Polizei-SG Lemberg und für den VfB Königsberg.
Bei Deutschen Meisterschaften siegte Lampert 1935 in Berlin, 1938 in Breslau und 1939 in Berlin jeweils im Diskuswurf. 1941 in Berlin und 1942 in Berlin war er jeweils Zweiter hinter dem Wiener Johann Wotapek. Im Kugelstoßen wurde er 1938 Dritter der deutschen Meisterschaften, 1935 und 1939 wurde er Vierter.
Von 1933 bis 1939 nahm Lampert an zehn offiziellen Länderkämpfen teil. Bei den Europameisterschaften 1938 in Paris wurde er Zwölfter im Diskuswurf.
Ernst Lampert erzielte mehrfach mit zu leichten Geräten erstaunliche Weiten und wurde deshalb 1943 erstmals vom Wettkampfbetrieb ausgeschlossen. 1944 trat er unter Pseudonym an. 1950 wurde Lampert wegen Tragen eines falschen Doktortitels als Urkundenfälscher gerichtlich verurteilt und wanderte daraufhin nach Kolumbien aus. Dort wurde der ausgebildete Sportlehrer Nationaltrainer.